# Вајл им Шенбух
Вајл им Шенбух (њем. Weil im Schönbuch) општина је у њемачкој савезној држави Баден-Виртемберг. Једно је од 25 општинских средишта округа Беблинген. Према процјени из 2010. у општини је живјело 9.965 становника. Посједује регионалну шифру (AGS) 8115051.

## Географски и демографски подаци
Вајл им Шенбух се налази у савезној држави Баден-Виртемберг у округу Беблинген. Општина се налази на надморској висини од 482 метра. Површина општине износи 26,1 km². У самом мјесту је, према процјени из 2010. године, живјело 9.965 становника. Просјечна густина становништва износи 382 становника/km².